# Skien
Skien (IPA: [ˈʂêːən]) è un comune e una città della Norvegia, situata nella contea di Telemark della quale è anche capoluogo amministrativo (ma non sede del governo). Ha ricevuto lo status di città nell'anno 1000. Sito trova circa 120 km a sud-ovest di Oslo, la struttura urbanistica attuale risale ad una ricostruzione in seguito all'incendio del 1886.

## Storia
La città venne probabilmente fondata come luogo d'incontro tra contadini e commercianti. Il legno è sempre stato per Skien il più importante prodotto d'esportazione. Nel 1882 venne collegata alla rete ferroviaria. La pianta attuale della città è stata data dopo l'ultimo incendio cittadino nel 1886. A Skien il 20 marzo 1828 nacque il più grande drammaturgo norvegese Henrik Ibsen e qui ha sede un centro di studi delle opere dell'autore e drammaturgo.

### Simboli
Lo stemma comunale deriva da un antico sigillo risalente al 1609. Vi erano raffigurati due sci con in mezzo una croce e una piccola stella a quattro punte. Gli sci (ski) sono un'arma parlante, la croce sarebbe un riferimento alla chiesa principale di Skien, dedicata alla Santa Croce. La piccola stella è un simbolo della Madonna poiché la seconda chiesa medievale di Skien era a Lei intitolata. Oltre agli sci appaiono due fiori di ranuncolo.
Nello stemma adottato negli anni Ottanta del XX secolo la croce è formata da due racchette da sci e la stella ha sei punte.

## Monumenti e luoghi d'interesse
Il vecchio porto con il canale Telemark (Telemarkskanalen), il municipio e la grande chiesa del XIX secolo in grado di accogliere 1.400 persone.

## Curiosità
A Skien ha sede il carcere di massima sicurezza dove è rinchiuso dal 2011 il terrorista Anders Breivik.

## Infrastrutture e trasporti
Nel 1882 la città fu connessa alla rete ferroviaria (Vestfoldbanen).

## Sport

### Calcio
La squadra principale della città è l'Odd Grenland Ballklubb.